# Jubilejní medaile 40. výročí vítězství ve Velké vlastenecké válce 1941–1945
Jubilejní medaile 40. výročí vítězství ve Velké vlastenecké válce 1941–1945 (rusky: Юбилейная медаль „Сорок лет победы в Великой Отечественной войне 1941–1945 гг.”) byla založena rozhodnutím Nejvyššího sovětu SSSR z 12. dubna 1985 k ocenění osob, které se aktivně v letech 1941–1945 podíleli na vítězství ve Velké vlastenecké válce.
Medaile se udělovala všem příslušníkům ozbrojených sil SSSR, bývalým partyzánům a civilistům, kteří se v letech 1941–1945 účastnili Velké vlastenecké války. Medaile se rovněž udělovala vojákům i veteránům cizích spřátelených armád.
Medaile má jeden stupeň a spolu s ní obdržel vyznamenaný i udělovací dekret ve formě průkazu. Medaile se udělovala i cizím státním příslušníkům. Do prvního ledna 1995 bylo dle matriky uděleno 11 268 980 kusů.